# Marthula luteopunctata
Marthula luteopunctata är en fjärilsart som beskrevs av Paul Dognin 1904. Marthula luteopunctata ingår i släktet Marthula och familjen tandspinnare. Inga underarter finns listade i Catalogue of Life.